# Freycinetia nesiotica
Freycinetia nesiotica är en enhjärtbladig växtart som beskrevs av Elmer Drew Merrill och Lily May Perry. Freycinetia nesiotica ingår i släktet Freycinetia och familjen Pandanaceae. Inga underarter finns listade.